# Husky Island
Husky Island är en ö i Kanada.   Den ligger i territoriet Nunavut, i den östra delen av landet, 1 400 km norr om huvudstaden Ottawa. Arean är 3,2 kvadratkilometer.
Terrängen på Husky Island är mycket platt. Öns högsta punkt är 19 meter över havet. Den sträcker sig 2,1 kilometer i nord-sydlig riktning, och 3,6 kilometer i öst-västlig riktning.